# Rosa polar

No experimento de Foucault, o pêndulo de Foucault descreve uma rosa polar.

Em matemática, a rosa polar é qualquer membro de uma família de curvas de equação {\displaystyle r(\theta )=\cos(k\theta )\,}, devido à semelhança com pétalas de flores.
Esta família, também conhecida como rhodoneas (do grego rhodon, "rosa"), foi estudada pelo matemático Luigi Guido Grandi, por volta de 1725, em seu livro Flores Geometrici.
Nos casos particulares de três e quatro pétalas, a rosa polar é também chamada de trifolium regular e quadrifolium, respectivamente. Para k=1/2, obtém-se a curva chamada folium de Durero.

## Equação

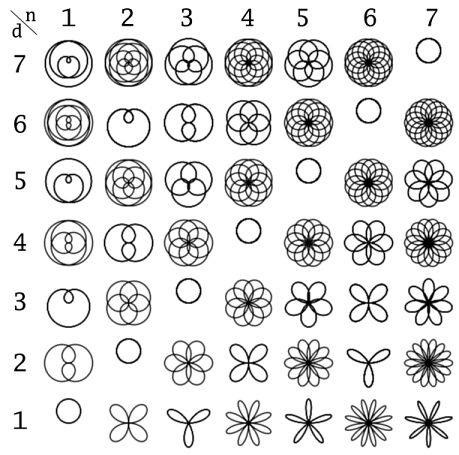
Rosas definidas por
, para valores racionais de k=n/d. A última fila corresponde a valores inteiros de k.

Sua expressão geral em coordenadas polares é:
{\displaystyle r(\theta )=a\cos(k\theta +\phi _{0})\,}
Onde a representa o comprimento das pétalas e {\displaystyle \phi _{0}} tem apenas o efeito de realizar uma rotação global sobre a figura. Com exceção da similaridade, as curvas podem ser reduzidas à família:
{\displaystyle r(\theta )=\cos(k\theta )\,}
Aqui o formato da curva é determinado pelo valor do parâmetro k:
- Se k é inteiro, estas equações produzem k pétalas para k ímpar ou 2k pétalas para k par.
- Se k é racional, então a curva é fechada e de comprimento finito.
- Se k é irracional, então teremos um conjunto denso de curvas no disco de raio a.

A expressão em coordenadas cartesianas da rosa de quatro pétalas é {\displaystyle (x^{2}+y^{2})^{3}=4a^{2}x^{2}y^{2}} e para a rosa de três pétalas é {\displaystyle (x^{2}+y^{2})^{2}=ax(x^{2}-3y^{2})}.

## Área

Rosa polar de equação r(θ) = 2 sin 4θ. Surpreendentemente, sua área é igual à metade do círculo em que a curva está inscrita.

A área de uma rosa de equação {\displaystyle r=a\cos(k\theta )\,}, com k natural, é igual a:
{\displaystyle {\frac {1}{2}}\int _{0}^{2\pi }(a\cos(k\theta ))^{2}\,d\theta ={\frac {a^{2}}{2}}\left(\pi +{\frac {\sin(4k\pi )}{4k}}\right)={\frac {\pi a^{2}}{2}}}
se k é par, e
{\displaystyle {\frac {1}{2}}\int _{0}^{\pi }(a\cos(k\theta ))^{2}\,d\theta ={\frac {a^{2}}{2}}\left({\frac {\pi }{2}}+{\frac {\sin(2k\pi )}{4k}}\right)={\frac {\pi a^{2}}{4}}}
se k é ímpar.